# Список війн середньовіччя
|  | Службовий список статей, створений для координації робіт з розвитку теми. Це попередження не встановлюється на інформаційні списки і глосарії. |

Нижче наведений список війн, що відбулися в період Середньовіччя з кінця V століття та до кінця XV століття.

## 
- Візантійсько-сасанідська війна — 602—628
- Візантійсько-арабські війни — 629—1169
- Візантійсько-булгарські війни — 680—1364
- Реконкіста — 718—1492
- Саксонські війни — 772—804
- Візантійсько-сельджуцькі війни — 1048—1308
- Хрестові походи — 1095—1291
  - Перший Хрестовий похід — 1096—1099
  - Другий Хрестовий похід — 1147—1149
  - Третій Хрестовий похід — 1189—1192
  - Четвертий Хрестовий похід — 1202—1204
  - Дитячий Хрестовий похід — 1212
  - П'ятий Хрестовий похід — 1213—1221
  - Шостий Хрестовий похід — 1228—1229
  - Сьомий Хрестовий похід — 1248—1254
  - Восьмий Хрестовий похід — 1270
  - Дев'ятий Хрестовий похід — 1271—1272
- Монголо-татарська навала — 1223—1284
- Візантійсько-османські війни — 1299—1453
- Столітня війна — 1337—1453
- Булгарсько-османські війни — 1354—1422
- Гуситські війни — 1419—1434
- Війна Червоної та Білої троянд — 1455—1485

## Список війн застоліттями
- Список війн V століття
- Список війн VI століття
- Список війн VII століття
- Список війн VIII століття
- Список війн IX століття
- Список війн X століття
- Список війн XI століття
- Список війн XII століття
- Список війн XII століття
- Список війн XIII століття
- Список війн XIV століття
- Список війн XV століття
- Список війн XVI століття
- Список війн XVII століття